# Henriksförsamlingen
Henriksförsamlingen (finska: Henrikin seurakunta) är en evangelisk-luthersk församling i Åbo i Finland. Församlingen hör till Åbo ärkestift och Åbo domprosteri. I slutet av 2021 hade Tövsala församling cirka 14 050 medlemmar. Församlingens verksamhet sker i huvudsakligen på finska.
Församlingens huvudkyrka är Henrikskyrkan i Åbo.